# De Rode Vaan
De Rode Vaan (vroeger De Roode Vaan) was het partijblad van de Kommunistische Partij van België (KPB).

## Historiek

### Interbellum

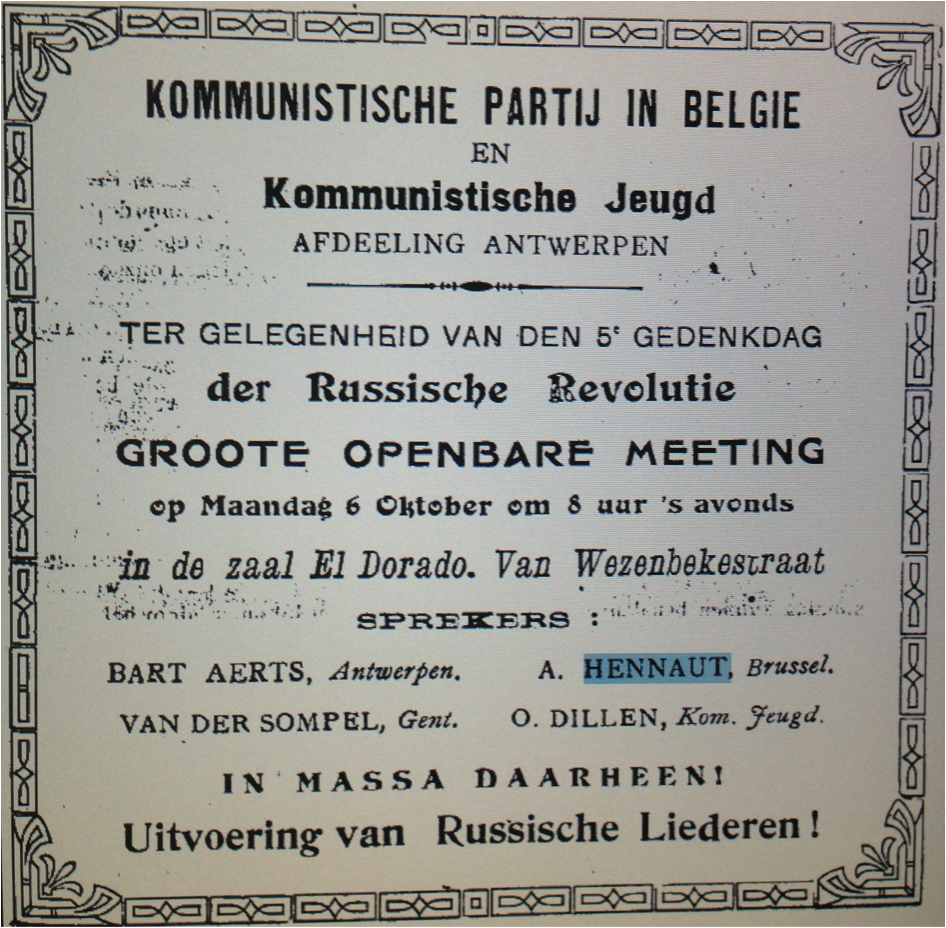
Publicatie in De Roode Vaan: uitnodiging meeting ter herinnering aan de Russische Revolutie.

De Kommunistische Partij van België werd opgericht in 1921. Het partijblad De Roode Vaan werd in september van dat jaar opgericht door Joseph Jacquemotte. Er werd in de beginjaren nauw samengewerkt met de Waalse tegenhanger Le Drapeau Rouge, onder meer via de tweetalige Adhemar Hennaut. De Roode Vaan werd wekelijks uitgegeven, omdat de jonge partij niet de financiële middelen had er een dagblad van te maken.
Voor de oprichting van de KPB waren er al communistische bladen, zoals De Internationale (Antwerpen, 1919- 1921) en De Kommunistische Arbeider (Brussel, 1921).
In de beginjaren weerspiegelden de artikels in De Roode Vaan de interne spanningen in de partij, met enerzijds de gematigden rond Jaquemotte, en anderzijds de radicale fractie rond War Van Overstraeten. In maart 1933 had het blad slechts 670 abonnees, waarvan 30 in Antwerpen. 
Nadat de fractie Jaquemotte de overhand kreeg in de partij, werd om een groter publiek te bereiken in 1937 de titel gewijzigd in Het Vlaamsche Volk, met Jef Van Extergem als hoofdredacteur.

### Tweede Wereldoorlog
Vanaf 1941 verschenen er lokale verzetsbladen onder de noemer De Roode Vaan. Er was echter een centrale coördinatie door Albert Van Hoorick, Gerard Van Moerkerke en Jef Van Extergem, die erover waakten dat de centrale communistische partijlijn gevolgd werd. 
In Antwerpen werd het verzetsblad gemaakt door Leo Michielsen, David de Vries, Remy Gillis, John De Renty, Rik Lenaerts, Jef Van Extergem, Piet Jacobs, Rik Van Aarschot en Frans Morriëns.
De Brusselse oorlogversie van het blad werd opgericht door voormalig volksvertegenwoordiger Pierre Bosson, die echter werd gearresteerd op 4 oktober 1941.

### Na de Tweede Wereldoorlog
Vanaf september 1944 verscheen De Roode Vaan als dagelijkse krant, 4 tot 6 pagina's dik. De krant had in die periode de ondertitel "Orgaan der Vlaamsche Kommunistische Partij'. De hoogste oplagen dateren uit deze periode: net na de oorlog zou de oplage zo'n 30 a 40.000 exemplaren bedragen, tegen midden 1946 was dit aantal gezakt tot 20.000, en het aantal zou tegen 1949 zakken onder de 10.000 exemplaren. De oplage volgde het succes van de partij zelf, die kort na de oorlog haar hoogtepunt van haar populariteit bereikte, met deelname in de regering, maar daarna vrij snel verschrompelde tot een kleine zweeppartij. De Roode Vaan had daarenboven steeds financiële problemen, omdat reclamebedrijven hadden afgesproken geen publiciteit te maken in communistische pers.
De eerste hoofdredacteur na de oorlog was Gerard Van Moerkerke. Hierna werd Albert Van Hoorick hoofdredacteur (mei 1945),  die Louis Paul Boon aantrok als cultuurredacteur. Boon schreef begin 1946 een reeks reportages, met illustraties van Maurice Roggeman. De reeks werd in 1999 uitgegeven als boek (Brussel, een oerwoud). 
Het hoofdredacteurschap bleef snel wisselen na de oorlog: Nadat Van Moerkerke ziek werd, nam Aloïs Gerlo de scepter over (november 1945), gevolgd door Bob Dubois (mei 1946). Vanaf oktober 1947 werd de herstelde Van Moerkerke terug hoofdredacteur tot 1957.
Het blad had geen geld voor bv. buitenlandse correspondenten, en haalde veel van zijn informatie bij andere communistische kranten, voornamelijk Pravda en Izvestia. De Roode Vaan volgde trouw de Russische communistische partijlijn. Bij sportprestaties werd voornamelijk stilgestaan bij de prestaties van atleten uit de Sovjet-Unie. 
Omdat het lezersaantal steeds verder daalde en de financiële problemen aanhielden, werd De Rode Vaan op 1 januari 1959 omgevormd tot weekblad. In 1992 werd het blad omgevormd in een maandblad. Het blad hield in 1993 op te bestaan.

## Structuur

### Hoofdredacteurs
| Tijdspanne         | Hoofdredacteurs       |
| Het Vlaamsche Volk | Het Vlaamsche Volk    |
| ------------------ | --------------------- |
| 1937 - ?           | Jef Van Extergem      |
| De Rode Vaan       |                       |
| 1944 - 1945        | Gerhard Van Moerkerke |
| 1945               | Albert Van Hoorick    |
| 1945 - 1946        | Aloïs Gerlo           |
| 1946 - 1947        | Bob Dubois            |
| 1947 - ?           | Gerhard Van Moerkerke |
|                    | Jef Turf              |
|                    | Jan Debrouwere        |
|                    | Koen Calliauw         |